# フィエーゾレ
フィエーゾレ（伊: Fiesole）は、イタリア共和国トスカーナ州フィレンツェ県にある、人口約14,000人の基礎自治体（コムーネ）。

## 地理

### 位置・広がり・地勢
フィレンツェから約8キロほど北東に位置する。フィエーゾレの町は300mほどの高さの小さな丘の上にあり、近隣の土地の美しさを求める旅行の目的地になっている。居住区域のそばの、短いが急な坂の終わりにはサン・フランチェスコ教会がそびえている。
フィエーゾレの町の東南にはチェチェリ山（モンテチェチェリ）と呼ばれる丘がある。この丘はレオナルド・ダ・ヴィンチが自ら設計した飛行機械の飛行実験を行った場所として知られる。

#### 隣接コムーネ
隣接するコムーネは以下の通り。
- バーニョ・ア・リーポリ
- ボルゴ・サン・ロレンツォ
- フィレンツェ
- ポンタッシエーヴェ
- セスト・フィオレンティーノ
- ヴァーリア

### 気候分類・地震分類
フィエーゾレにおけるイタリアの気候分類 (it) および度日は、zona E, 2216 GGである。
また、イタリアの地震リスク階級 (it) では、zona 3 (sismicità bassa) に分類される。

## 歴史
エトルリア人が築いた町に起源する。共和政ローマ時代、ファエスラエと呼ばれ、紀元前91年からの同盟市戦争では、エトルリア諸都市の中で数少ない同盟市側につき、恐らくルキウス・ポルキウス・カトによって破壊され、後にルキウス・コルネリウス・スッラの退役兵が入植した。紀元前78年にはその退役兵たちを襲撃したため、当時の執政官マルクス・アエミリウス・レピドゥスらが仲裁に入ったが、レピドゥスはファエスラエに拠って立ち蜂起したものの敗北した。更に紀元前63年には、ルキウス・セルギウス・カティリナの根拠地となっていわゆる「カティリーナの陰謀」の舞台ともなった。その後のファエスラエの運命についてはよく分かっていないが、これらの事件がきっかけとなって、フィレンツェの起源となったフロレンティア入植が行われたとも考えられている。
405年ないし406年8月23日には西ローマ帝国とゴート族の軍による戦闘があった（フィエーゾレの戦い (5世紀)）。

## 行政

### 分離集落
フィエーゾレには、以下の分離集落（フラツィオーネ）がある。
- Anchetta, Caldine, Compiobbi, Ellera, Girone, Falle, Pian di Mugnone, Pian di San Bartolo, San Domenico